# گای سیگس‌ورث
گای سیگس‌ورث (انگلیسی: Guy Sigsworth؛ زادهٔ ۱۴ ژوئن ۱۹۶۸) آهنگساز، تهیه‌کننده موسیقی، مسئول استودیوی ضبط موسیقی، و ترانه‌نویس اهل بریتانیا است. او در طول حرفه‌اش با هنرمندان برجسته‌ای مانند بریتنی اسپیرز و مدونا همکاری داشته‌است.